# リャザン包囲戦

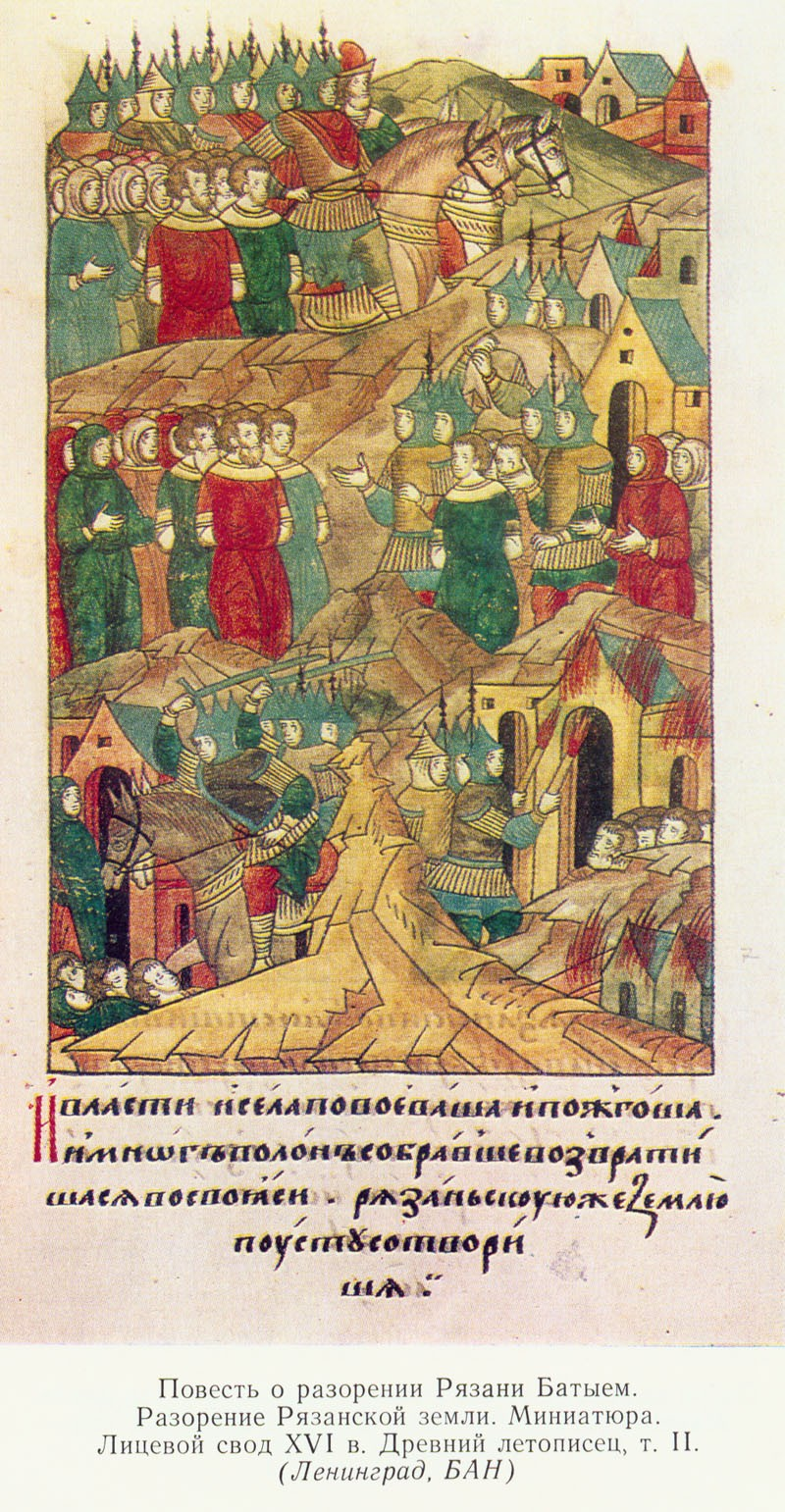
『バトゥのリャザン襲撃の物語』挿絵（16世紀）

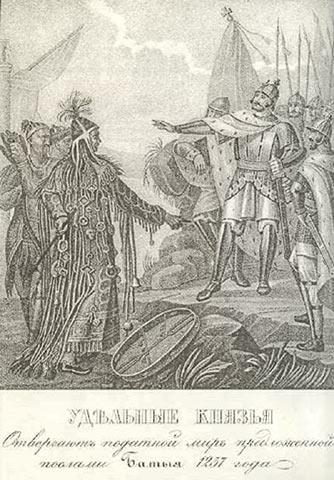
19世紀の書籍の挿絵。貢税の要求をはねのけるリャザン公、という場面が描かれている。

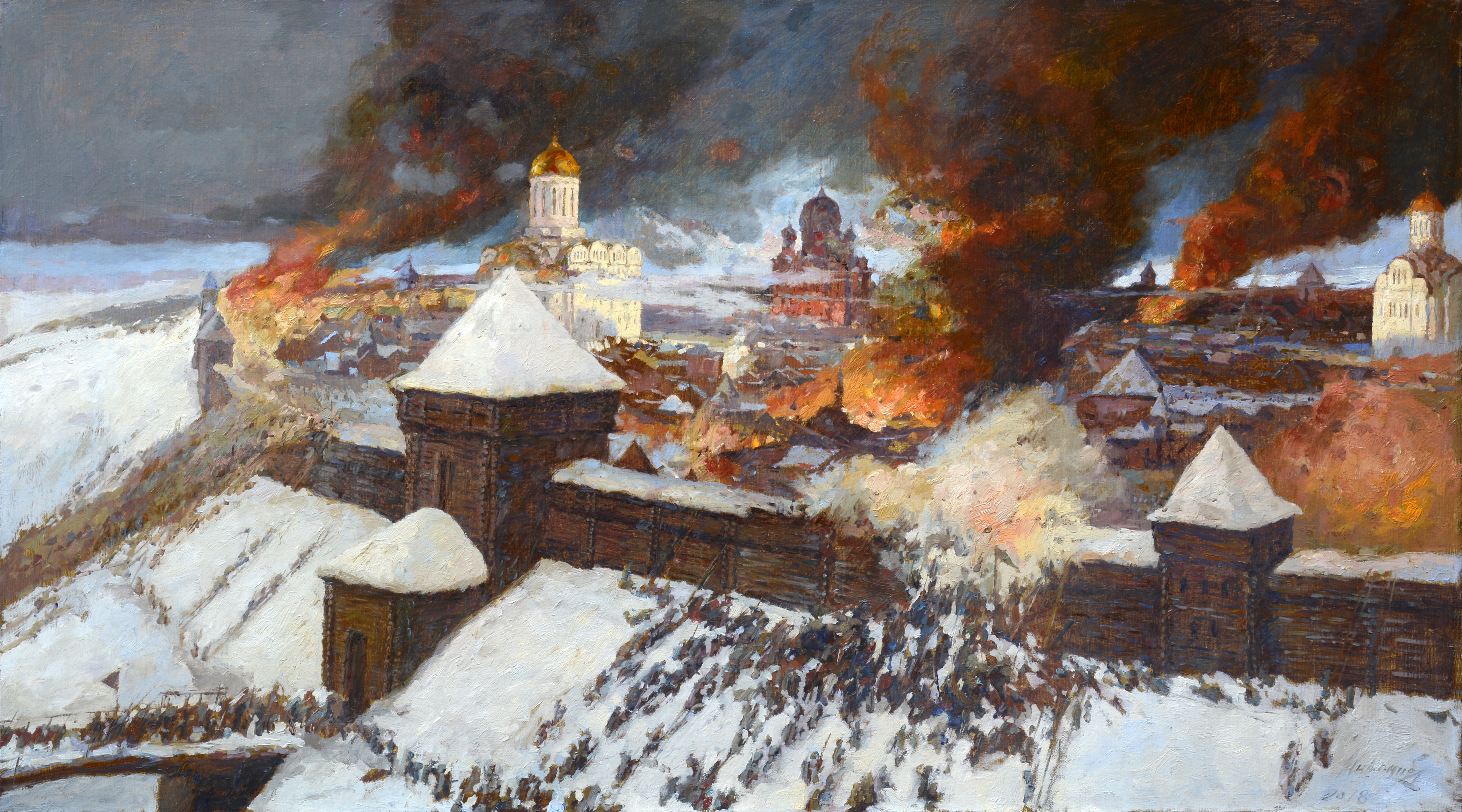
『リャザン防衛戦』（エフィム・デシャルィト(ru)）

本項は1237年12月16日から21日にかけて行われた、リャザン（スタラヤ・リャザン）をめぐるリャザン公国軍とモンゴル帝国軍の戦闘についてまとめたものである。これはバトゥの指揮するモンゴルのルーシ侵攻の一部である。6日間（あるいは7日間）の包囲戦ののち、モンゴル軍によってリャザンは陥落し、破壊と虐殺に見舞われた。

## 戦力
モンゴル帝国軍
バトゥ率いるルーシ侵攻軍の総数は正確には不明である。ルーシの年代記（レートピシ）には具体的は数値は記録されず、膨大な数の軍団とのみ記されている。ロシア革命以前の歴史家は兵員総数を30万人とし、ソ連の歴史家も同等の数値を計上していた。
一方、ソ連の軍事史学者V.カルガロフ(ru)は、モンゴル帝国の軍事単位であるトゥメン（1万人を1単位とする）と、ルーシ侵攻に従軍したチンギス・ハン家の血統(ru)の数から、12 -14万人の軍勢であったと推測した。ただし、その全てがルーシに侵攻したわけではなく、一部はポロヴェツ族との戦闘にあたっていた。逆に、チンギス・ハン家の血縁者以外の、スブタイ、ブルンダイ(ru)ら軍事司令官に属する兵員がいた可能性もある。なお、『集史』の編纂者ラシードゥッディーンは、リャザン攻囲戦に参加したチンギス家の一族は7名であったと記している。
リャザン公国軍
リャザン公国軍の兵数もまた不明である。モンゴル襲来時、リャザン公国にはプロンスク（プロンスク公国）、コロムナ（コロムナ公国）、ペレヤスラヴリ・リャザンスキーの３つの分領公国が属していた。これら分領公国の公（クニャージ）ならびにリャザン大公ユーリーは、各自の従士隊（ドルジーナ隊）を有し、各都市でも民兵隊が徴集・組織された。ドルジーナ隊は重装備を有していたものの、その数は数百人を越えず、また一個の指揮官が自在に動かせるような指揮系統は確立していなかった。なお、モンゴル帝国軍とルーシの諸公国軍は、既に1223年のカルカ河畔の戦いにおいて衝突しているが、リャザン公国軍はこれに参加しておらず、バトゥ率いるモンゴル帝国軍の戦術・装備に関する知識はなかったとみられる。そもそもルーシ諸公にとって、カルカ河畔でのモンゴルとの接触は大きな関心事ではなく、重大な事変として認識されなかったともされる。
防衛設備の面では、リャザン公国の諸都市（ゴロド）は、他のキエフ・ルーシ期の都市と同様、強固な防衛設備を有していた。リャザンの場合、高さ10mの土塁の上に都市が置かれ、塔を備えた城壁の総長は約3,5km、城壁内部に65ヘクタールの土地を防衛することができた。また、13世紀末のリャザンの人口は8千人に達していたとする説がある。

## 前史
1237年晩秋、バトゥ率いるモンゴル帝国軍はリャザン公国の南の国境線を越えて侵入すると、リャザン公ユーリーに十分の一税を課す使者を送った。これは降伏し従属することを要求したものである。
『バトゥのリャザン襲撃の物語』によれば、ユーリーはウラジーミル大公ユーリーに援軍を求めるが拒否されたため、親族であるムーロム公、コロムナ公、プロンスク公ら諸公を招集した。また、息子フョードル(ru)をバトゥ陣営に送って和平交渉を行ったが、バトゥはフョードルの妻をも求めたため交渉は決裂し、フョードルは殺害されたと記されている。なお、ユーリーはバトゥ軍の詳細をつかむため、自身の従士（ドルジーナ）を使者につけて送り込んだと推測する説がある。ルーシ諸公にとって、バトゥのルーシ侵攻が予期されうるものであったかどうかは、史料の分析から論争がなされている。なお、ハンガリー出身のドミニコ会修道士ユリアヌス(ru)の書簡から、ルーシ諸公国はモンゴル帝国軍がルーシ侵攻の準備をしていることを知っていた、とする説がある。
『バトゥのリャザン襲撃の物語』は、フョードルの訃報がリャザンにもたらされると、ユーリーを含むリャザンの街は悲しみに包まれ、フョードルの妻エフプラクシヤ(ru)は高殿から身を投げたと記している。その後ユーリーはバトゥを迎撃すべく軍を発した（寡兵を理由にリャザンで籠城策をとった、とする書籍もある）。なお、ノヴゴロドの年代記は、ユーリーとバトゥの軍が会戦したのちにウラジーミル大公国からの援軍が到着したと記しており、出撃はユーリーの独断であったと分析する説がある。
1237年冬、ユーリー率いるリャザン公国軍は、ヴォロネジ川付近に滞陣するモンゴル帝国軍と開戦した（ヴォロネジ川の戦い）。『バトゥのリャザン襲撃の物語』は、リャザン公国軍の奮戦を描きつつも、参戦したユーリー、オレグら諸公がみな戦死し、あるいは処刑されたことを記している。
ヴォロネジ川の戦いに勝利したバトゥは、都市や村を破壊しながらプロニャ川沿いに進軍し、リャザンへ迫った。プロンスク、イジャスラヴェツ、ベール等の諸都市は陥ち、虐殺に見舞われた。なお、『イパーチー年代記』には、プロンスク公ミハイルの子がプロンスクを脱し、ウラジーミル大公国へ逃れたと記されている。

## 戦闘
1237年12月16日、リャザンに到達したバトゥは都市を包囲した。先のヴォロネジ川の戦いで従士隊（ドルジーナ隊）、民兵隊の多くを喪失していたリャザンには、わずかな兵力のみしかなかったとみられる。一方、バトゥは逐次兵力を投入し、リャザン守備兵を消耗させた。『バトゥのリャザン襲撃の物語』によれば、リャザンは5日間の間モンゴル帝国軍の攻撃を耐え抜いたが、大槌、梯子などの破壊・攻城兵器を用いた攻撃によって、6日目（12月21日）早朝に防壁を突破された。市街へ侵入したモンゴル帝国軍は、住民を虐殺し、街に火をかけた。リャザン大公ユーリーの母アグラフェナや妻らは教会に立てこもったが、殺害された上、教会ごと焼き払われた。

## その後
リャザンを陥としたモンゴル帝国軍はスーズダリ、ウラジーミルへと軍を進めた。生き残ったリャザン兵は、リャザンの貴族エフパーチー・コロブラート(ru)に率いられて追軍し、ウラジーミル大公国領内でモンゴル帝国軍を襲撃するも敗れた
。モンゴル帝国軍は1238年初頭のうちにコロムナ（コロムナの戦い(ru)）、モスクワ（モスクワ包囲戦）で勝利をおさめ、ウラジーミル大公国の首都ウラジーミル（ウラジーミル包囲戦(ru)）へと進軍した。
荒廃したリャザン（スタラヤ・リャザン）が復興することはなく、リャザン公国の首都機能はペレヤスラヴリ・リャザンスキーに移された。現リャザンは、同市が18世紀に改称したものである。また、『バトゥのリャザン襲撃の物語』に記されるリャザンの壊滅は、考古学的調査によって実証されている。
モンゴル帝国軍を追撃したエフパーチー・コロブラートは、ボガトィリ(ru)（口承叙事詩・ブィリーナに語られる英雄）として名を残している。

## 関連作品
映画
- フューリアス 双剣の戦士（2017年、ロシア）